# Adhiratha
Adhiratha (Sanskrit अधिरथ Adhiratha) ist eine Figur der indischen Mythologie, im Mahabharata erscheint er als Ziehvater des Karna.
Kunti erhält die Gabe, einen beliebigen Gott anzurufen und sich von diesem schwängern zu lassen. Sie ruft den Sonnengott Surya an und empfängt von ihm den Sohn Karna. Da sie jedoch unverheiratet ist, legt sie das Neugeborene in einen Korb und lässt diesen den Ganges hinabtreiben. Karna wird dort vom Wagenlenker und Freund des Königs Dhritarashtra von Hastinapur Adhiratha und seiner Frau Radha gefunden und gemeinsam von ihnen aufgezogen. Als Karna zum Jüngling herangewachsen ist, schickt Adhiratha ihn nach Hastinapur, damit er bei Drona das Waffenhandwerk erlernt.
In späteren Bearbeitungen des Stoffs wird der Werdegang Adhirathas verschieden weiterentwickelt. Einerseits steigt er zum Wagenlenker Dhritarashtras auf, andererseits wird er selbst zum König von Anga.